# إليهو ديفيس
إليهو ديفيس هو سياسي كندي، ولد في 2 ديسمبر 1851 في York, Ontario ‏ في كندا، وتوفي في 18 يونيو 1936 في تورونتو في كندا. نشط حزبياً في الحزب الليبرالي في أونتاريو ‏. وقد انتخب عضو برلمان مقاطعة أونتاريو ‏.